# Karshi Challenger 2011
Il Karshi Challenger 2011 è stato un torneo professionistico di tennis maschile giocato sulla terra rossa. È stata la 5ª edizione del torneo, facente parte dell'ATP Challenger Tour nell'ambito dell'ATP Challenger Tour 2011. Si è giocato a Qarshi in Uzbekistan dal 15 al 21 agosto 2011.

## Partecipanti

### Teste di serie
| Nazionalità   | Giocatore            | Ranking* | Testa di serie |
| ------------- | -------------------- | -------- | -------------- |
| Slovenia      | Blaž Kavčič          | 74       | 1              |
| Uzbekistan    | Denis Istomin        | 81       | 2              |
| Russia        | Konstantin Kravčuk   | 162      | 3              |
| Russia        | Aleksandr Kudrjavcev | 165      | 4              |
| Slovacchia    | Andrej Martin        | 191      | 5              |
| Taipei cinese | Yang Tsung-hua       | 209      | 6              |
| Uzbekistan    | Farruch Dustov       | 237      | 7              |
| Slovacchia    | Ivo Klec             | 243      | 8              |

- 1 Ranking all'8 agosto 2011.

### Altri partecipanti
Giocatori che hanno ricevuto una wild card:
- Farruch Dustov
- Murad Inoyatov
- Christopher Rungkat
- Nigmat Shofayziev

Giocatori che sono entrati nel tabellone principale come special exempt:
- Denis Istomin

Giocatori che sono passati dalle qualificazioni:
- Michail Elgin
- Sarvar Ikramov
- Mikhail Ledovskikh
- Gerald Melzer
- Junn Mitsuhashi (lucky loser)

## Campioni

### Singolare
Denis Istomin ha battuto in finale  Blaž Kavčič con il punteggio di 6–3, 1–6, 6–1

### Doppio
Michail Elgin /  Aleksandr Kudrjavcev hanno battuto in finale  Konstantin Kravčuk /  Denys Molčanov con il punteggio di 3–6, 6–3, [11–9]